# Tyrannochthonius troglobius
Tyrannochthonius troglobius är en spindeldjursart som beskrevs av William B. Muchmore 1969. Tyrannochthonius troglobius ingår i släktet Tyrannochthonius och familjen käkklokrypare. Inga underarter finns listade i Catalogue of Life.